# Upplands runinskrifter 1025
Upplands runinskrifter 1025 är en försvunnen vikingatida runsten som funnits i Vaxmyra, Ärentuna socken och Uppsala kommun. De enda bevarade anteckningarna om stenen är från Olof Celsius den äldre som studerade stenen den 10 juni 1728.
Trots att ingen bild på stenen någonsin funnits går det att anta att stenen är ristad av samme runristare som U 1024 samt flera andra stenar i området. För detta talar formen "yftiʀ" som återfinns på denna sten såväl som U 1024, U 1015 och U 1018.

## Inskriften
Translitterering av runraden:
[anuntr ' uk ' þorbiarn ' li-u · rita sitn yftiʀ · katelmunt · bruþur]
Normalisering till runsvenska:
Anundr ok Þorbiorn le[t]u retta stæin æftiʀ Kætilmund, broður.
Översättning till nusvenska:
Anund och Torbjörn läto uppresa stenen till minne av Kättilmund, (sin) broder.